# Okręg Cholet
Okręg Cholet (fr. Arrondissement de Cholet) – okręg w północno-zachodniej Francji. Populacja wynosi 194 tysiące.

## Podział administracyjny
W skład okręgu wchodzą następujące kantony:
- Beaupréau,
- Champtoceaux,
- Chemillé,
- Cholet-1,
- Cholet-2,
- Cholet-3,
- Montfaucon-Montigné,
- Montrevault,
- Saint-Florent-le-Vieil.